# Mysmena goudao
Mysmena goudao là một loài nhện trong họ Mysmenidae.
Loài này thuộc chi Mysmena. Mysmena goudao được miêu tả năm 2009 bởi Miller, Griswold & Yin.